# رالف هوكينز
رالف هوكينز (بالإنجليزية: Ralph Hawkins)‏ هو لاعب كرة قدم أمريكية أمريكي، ولد في 4 مايو 1935، وتوفي في 9 سبتمبر 2004 بسبب مرض بيك.